# Cordulegaster princeps
Cordulegaster princeps – gatunek ważki z rodziny szklarnikowatych (Cordulegastridae). Jest endemitem Maroka.